# Jozef Ferdinand van Oostenrijk-Toscane
Josef Ferdinand van Toscane (tot 1919 aartshertog van Oostenrijk en prins van Toscane) (24 mei 1872 - 28 februari 1942) was een Oostenrijks-Hongaarse aartshertog en bevelhebber van het 4de Oostenrijks-Hongaarse leger tijdens het Gorlice-Tarnów-offensief en Broesilov-offensief.
Hij was de zoon van Ferdinand IV van Toscane, de laatste regerende aartshertog van Toscane, en Alice van Bourbon-Parma.

## Bron
- Het Oostenrijk-Hongaarse leger